# Miss Mundo 1985
Miss Mundo 1985 fue la 35.ª edición del certamen de Miss Mundo, cuya final se realizó el 14 de noviembre de 1985 en el Royal Albert Hall, Londres (Reino Unido). La ganadora fue Hólmfríður Karlsdóttir de Islandia. Fue coronada por Miss Mundo 1984, Astrid Carolina Herrera de Venezuela.

## Resultados
| Resultados Finales      | Finalistas |
| ----------------------- | --- |
| Miss Mundo 1985         | - Islandia - Hólmfríður Karlsdóttir |
| 1° Finalista            | - Reino Unido - Mandy Adele Shires |
| 2° Finalista            | - Estados Unidos - Brenda Denton |
| 3° Finalista            | - Venezuela - Ruddy Rodríguez |
| 4° Finalista            | - Jamaica - Alison Barnett |
| 5° Finalista            | - Israel - Maja Wechtenhaim |
| 6° Finalista            | - Suiza - Eveline Glanzmann |
| Semifinalistas (Top 15) | - Brasil - Leila Bittencourt - Irlanda - Anne Marie Gannon - Nueva Zelanda - Sheri Burrow - Paraguay - Daisy Ferreira - Polonia - Katarzyna Zawidzka - Puerto Rico - Iris Matías - Suecia - Anne-Bolette Christophersson - Zaire - Kayonga Mureka Tete |

### Premiaciones Especiales
- Miss Personalidad:  Isla de Man - Fiona Louise Hartley
- Miss Fotogénica:  Zaire  - Kayonga Mureka Tete

### Reinas Continentales
- África:  Zaire  - Kayonga Mureka Tete
- América:  Estados Unidos - Brenda Denton
- Asia:  Israel - Maja Wechtenhaim
- Europa:  Islandia - Hólmfríður Karlsdóttir
- Oceanía:  Nueva Zelanda - Sheri Burrow

## Candidatas
78 candidatas participaron en el certamen.
| - Alemania - Marion Morell - Aruba - Jacqueline Deborah van Putten - Australia - Angeline Nasso - Austria - Gabriele Christine Maxonus - Bahamas - Rhonda Lea Cornea - Barbados - Elizabeth "Liz" Dana Wadman - Bélgica - Ann Van den Broeck - Bermudas - Jannell Kathy Nadra Ford - Bolivia - Carolina Issa Abudinen - Brasil - Leila Rosana Leal Bittencourt - Canadá - Michelle Irene Tambling - Chile - Lydia Ana Labarca Birke - Chipre - Juliana Panayiota Kalogirou - Colombia - Margarita Rosa de Francisco Baquero - Corea - Park Eun-kyoung - Costa de Marfil - Rose Armande Oulla - Costa Rica - Marianela Herrera Marín - Curazao - Liduschka Pamela Curiel - Dinamarca - Jeanette Kroll - Ecuador - María del Pilar de Veintemilla Russo - El Salvador - Luz del Carmen Mena Duke - España - María Amparo Martínez Cerdán - Estados Unidos - Brenda Denton - Filipinas - Elizabeth Dionisio Cuenco - Finlandia - Marja Kristiina Kinnunen - Francia - Nathalie Jones - Gambia - Georgett Salleh - Gibraltar - Gail Anne May Francis - Grecia - Epi Galanos - Guam - Therese M. Quintanilla - Guatemala - Maricela Luna Villacorta - Holanda - Brigitte Bergman - Hong Kong - Aileen Lo Kam-Yu - India - Sharon Mary Clarke - Irlanda - Anne Marie Gannon - Isla de Man - Fiona Louise Hartley - Islandia - Hólmfríður Karlsdóttir - Islas Caimán - Emily Yvette Hurlston - Islas Vírgenes Americanas - Connie Mary Colaire | - Israel - Maja Wechtenhaim - Italia - Cosetta Antoniolli - Jamaica - Alison Jean Barnett - Japón - Haruko Sugimoto - Kenia - Jacqueline Mary Thom - Líbano - Mary Khoury - Liberia - Sarah Laurine Massanuh Horton - Luxemburgo - Beatrix Bertine Herma Corneline Tinnemans - Malasia - Rosalind Kong Siew Yuen - Malta - Kristina Apap Bologna - México - Alicia Yolanda Carrillo González - Nigeria - Rosemary Okeke - Noruega - Karen Margrethe Moe - Nueva Zelanda - Sheri Anastasia LeFleming Burrow - Panamá - Diana Ester Alfaro Arosemena - Paraguay - Daisy Patricia Ferreira Caballero - Perú - Carmen del Rosario Muro Távara - Polonia - Katarzyna Dorota Zawidzka - Portugal - Maria de Fátima da Silva Alves Raimundo - Puerto Rico - Iris Matías González - Reino Unido - Mandy Adele Shires - República Dominicana - María Trinidad (Mariela) González Hernández - Samoa - Angelie Achatz - San Cristóbal y Nieves - Karen Marcelle Grant - San Vicente y las Granadinas - Donna Maria Young - Singapur - Joanna Sylvia Mitchell - Sri Lanka - Natalie Gunewardene - Suecia - Anne-Bolette Jill Christophersson - Suiza - Eveline Nicole Glanzmann - Suazilandia - June Hank - Tahití - Ruth Manea - Tailandia - Parnlekha Wanmuang - Trinidad y Tobago - Ulrica Christina Phillip - Islas Turcas y Caicos - Barbara Bulah Mae Capron - Uganda - Helen Acheng - Uruguay - Gabriela de León Muñiz - Venezuela - Ruddy Rosario Rodríguez de Lucía - Yugoslavia - Aleksandra Košanović - Zaire - Kayonga "Benita" Mureka Tete |

## Sobre los países en Miss Mundo 1985

### Debut
- Costa de Marfil
- San Cristóbal y Nieves
- Zaire

### Retiros
- Honduras
- Senegal

### Regresos
- Compitió por última vez en 1968:
  -  Uganda
- Compitió por última vez en 1977:
  -  Luxemburgo
- Compitió por última vez en 1978:
  -  San Vicente y las Granadinas
- Compitió por última vez en 1983:
  -  Liberia

### Crossovers
Miss Universo
- 1985:  Barbados - Elizabeth Wadman
- 1985:  Bélgica - Anne van der Broeck
- 1985:  Bermudas - Jannell Nadra Ford
- 1985:  Finlandia - Marja Kinnunen
- 1985:  Holanda - Brigitte Bergman
- 1985:  Islas Caimán - Emily Hurston
- 1985:  Noruega - Karen Margrethe Moe
- 1985:  Polonia - Katarzyna Zawidzka
- 1985:  Zaire  -  Kayonga Mureka Tete (Segunda finalista)
- 1986:  Gibraltar - Gail Anne May Francis
- 1986:  Suiza - Eveline Glanzmann (Top 10)
- 1986:  Islas Turcas y Caicos - Barbara Bulah Mae Capron
- 1987:  Malta - Kristina Apap Bologna

Miss International
- 1984:  Bélgica - Anne van der Broeck
- 1985:  Francia - Nathalie Jones
- 1985:  Polonia - Katarzyna Zawidzka

Miss Intercontinental
- 1983:  Holland - Brigitte Bergman (Ganadora)

## Otros datos de relevancia
- Margarita Rosa de Francisco de Colombia y Ruddy Rodríguez de Venezuela actualmente son consolidadas actrices de la televisión latinoamericana.